# Комиссия связи Кении
Комиссия связи Кении это государственная корпорация, которая несет ответственность за обеспечение лицензий и регулирования телекоммуникаций, радиосвязи и почтово-курьерских услуг в Кении. Она также выдает лицензии Интернет-провайдерам.

## Функции
- Лицензирование всех систем и услуг в отрасли связи
- Управление частотным спектром страны
- Содействие развитию электронной коммерции.
- Регулирование розничных и оптовых тарифов на услуги связи.
- Мониторинг деятельности лицензиатов по обеспечению соблюдения лицензионных требований и условий

## Дочерние организации
- Международный союз электросвязи
- Африканский союз электросвязи
- Всемирный почтовый союз
- Панафриканский почтовый союз